# Konstantīns Gluhovs
Konstantīns Gluhovs (ros. Константин Игоревич Глухов, Konstantin Igoriewicz Głuchow; ur. 17 stycznia 1980 w Jurmale) – łotewski kickbokser i zawodnik mieszanych sztuk walki (MMA) wagi ciężkiej.

## Kariera sportowa
Karierę sportową rozpoczął od amatorskich startów w boksie tajskim, kickboxingu oraz jujutsu. Profesjonalną karierę w kickboxingu rozpoczął po dołączeniu do klubu Alfa Gym w 2001 roku. Od września 2006 roku występuje również w MMA.

## Osiągnięcia

### Kickboxing
- Mistrz Europy IKF w wadze ciężkiej (2000)
- Mistrz Krajów Bałtyckich WPKA w wadze ciężkiej (2002)
- Mistrz Azji WPKA w wadze ciężkiej (2002)
- Mistrz Świata WPKA w wadze ciężkiej (2002)
- 1. miejsce na mistrzostwach Europy Draka (+90 kg) (2004)
- 2. miejsce na mistrzostwach Europy Draka (+90 kg) (2005)
- Uczestnik turnieju Masters Fight Night (2006)
- 9. miejsce w mistrzostwach świata "Universal Fight" (+95 kg) (2008)
- Zwycięzca K-1 World Grand Prix w Rydze (2008)
- Zwycięzca K-1 Grand Prix Selection Tournament w Stambule (2010)

### Mieszane sztuki walki
- 2. miejsce w turnieju KSW w wadze ciężkiej (2009)
- Zwycięzca turnieju UCFC - 20.000 Euro Tournament (2010)
- Zdobywca pucharu im. Olega Taktarowa, na gali International League MMA (2010)
- Zwycięzca turnieju federacji PFC w wadze ciężkiej, na gali Pancrase Fighting Championship 3 (2011)
- Zwycięzca turnieju wagi ciężkiej na gali Grand Prix Gwiazd: Czest Wojna (2011)
- 2. miejsce w turnieju Russian MMA Championship w wadze ciężkiej (2012)
- 2. miejsce w turnieju M-1 Grand Prix w wadze ciężkiej (2013)
- Mistrz Pancrase Fighting Championship w wadze ciężkiej (od 2013)

### Boks
- Zwycięstwo w turnieju Bigger's Better 12 (2012)

## Lista walk MMA
| Wynik     | Bilans | Przeciwnik (bilans przed walką) | Rozstrzygnięcie                                | Runda | Czas | Rozgrywki                                         | Data       | Miejsce          | Uwagi                                                         |
| --------- | ------ | ------------------------------- | ---------------------------------------------- | ----- | ---- | ------------------------------------------------- | ---------- | ---------------- | ------------------------------------------------------------- |
| Wygrana   | 35-17  | Michaił Gazajew (4-0)           | Decyzja (jednogłośna)                          | 3     | 5:00 | AMC Fight Nights 120                              | 14.06.2023 | Uljanowsk        | Main Event                                                    |
| Wygrana   | 34-17  | Oleg Kubanow (3-3)              | TKO (ciosy pięściami)                          | 1     | 2:17 | Samara MMA Federation: Battle on the Volga 7      | 04.11.2018 | Kazań            |                                                               |
| Wygrana   | 33-17  | Dritan Barjamaj (14-16)         | TKO                                            | 1     | 4:41 | Hit Fighting Championship 6                       | 02.06.2018 | Zurych           | Zdobył pas mistrzowski HIT FC w wadze ciężkiej                |
| Wygrana   | 32-17  | Rodney Wallace (26-15-1)        | KO (obrotowe kopnięcie)                        | 2     | 2:58 | ProFC 63                                          | 10.09.2017 | Rostów nad Donem |                                                               |
| Przegrana | 31-17  | Kleber Raimundo Silva (13-6)    | Decyzja (jednogłośna)                          | 3     | 5:00 | M-1 Challenge 81 - Battle in the Mountains 6      | 22.07.2017 | Nazrań           |                                                               |
| Wygrana   | 31-16  | Istvan Ruzsinszki (3-4)         | TKO (kontuzja ręki)                            | 1     | 4:21 | Faith Fighting Championship                       | 25.06.2016 | Shenzhen         |                                                               |
| Wygrana   | 30-16  | Sandro Vieira da Silva (14-9)   | TKO (ciosy pięściami)                          | 1     | 2:45 | Super Hero 1                                      | 28.05.2016 | Nanchang         |                                                               |
| Wygrana   | 29-16  | Tony Lopez (41-21)              | Decyzja (jednogłośna)                          | 3     | 5:00 | Kunlun Fight 44 - Mayor's Cup 2016                | 14.05.2016 | Chabarowsk       |                                                               |
| Przegrana | 28-16  | Ante Delija (12-2)              | Decyzja (jednogłośna)                          | 3     | 5:00 | M-1 Challenge 56                                  | 10.04.2015 | Moskwa           |                                                               |
| Przegrana | 28-15  | Damian Grabowski (19-3)         | Poddanie (duszenie rękoma)                     | 3     | 1:47 | M-1 Challenge 53 - Battle in the Celestial Empire | 25.11.2014 | Pekin            |                                                               |
| Wygrana   | 28-14  | Valentijn Overeem (33-33)       | KO (ciosy pięściami)                           | 1     | 2:33 | Pancrase Fighting Championship 6                  | 12.04.2014 | Marsylia         | Obronił pas mistrza PFC w wadze ciężkiej                      |
| Wygrana   | 27-14  | Kenny Garner (12-5)             | Decyzja (jednogłośna)                          | 3     | 5:00 | M-1 Challenge 46                                  | 14.03.2014 | Petersburg       |                                                               |
| Przegrana | 26-14  | Michaił Gazajew (1-0)           | Dyskwalifikacja (kopnięcie w głowę w parterze) | 3     | 3:59 | M-1 Challenge 44: Battle Of Kulikovo              | 30.11.2013 | Tuła             |                                                               |
| Przegrana | 26-13  | Marcin Tybura (8-0)             | Poddanie (duszenie zza pleców)                 | 1     | 4:30 | М-1 Challenge 42                                  | 20.10.2013 | Petersburg       | M-1 Grand Prix: finał turnieju wagi ciężkiej                  |
| Wygrana   | 26-12  | Valentijn Overeem (33-31)       | KO (cios kolanem)                              | 1     | 2:48 | Pancrase Fighting Championship 5                  | 27.04.2013 | Marsylia         | Zdobył pas mistrza PFC w wadze ciężkiej                       |
| Wygrana   | 25-12  | Kenny Garner (12-3)             | Decyzja (niejednogłośna)                       | 3     | 5:00 | M-1 Challenge 38: Spring Battle                   | 09.04.2013 | Petersburg       | M-1 Grand Prix: ćwierćfinał turnieju wagi ciężkiej            |
| Przegrana | 24-12  | Peter Graham (6-5)              | TKO (prawy sierpowy i ciosy pięściami)         | 1     | 1:36 | Draka 11                                          | 24.11.2012 | Chabarowsk       | pojedynek o międzynarodowe mistrzostwo Draka w wadze ciężkiej |
| Przegrana | 24-11  | Aleksandr Jemieljanienko (20-5) | Decyzja (jednogłośna)                          | 3     | 5:00 | M-1 Challenge 34                                  | 30.09.2012 | Moskwa           |                                                               |
| Przegrana | 24-10  | Alaksiej Kudzin (13-5)          | Decyzja (jednogłośna)                          | 2     | 5:00 | Russian MMA Championship                          | 01.06.2012 | Petersburg       | Finał turnieju wagi ciężkiej                                  |
| Wygrana   | 24-9   | Andriej Sen (2-2)               | KO (wysokie kopnięcie w głowę)                 | 1     | ?    | Russian MMA Championship                          | 01.06.2012 | Petersburg       |                                                               |
| Wygrana   | 23-9   | Timur Szichmagomiedow (0-5)     | TKO (ciosy pięściami)                          | 1     | ?    | Russian MMA Championship                          | 01.06.2012 | Petersburg       |                                                               |
| Wygrana   | 22-9   | Ołeksandr Sitało (1-1)          | TKO (ciosy pięścią)                            | 2     | 2:39 | Fight Star                                        | 26.04.2012 | Nowogród         |                                                               |
| Wygrana   | 21-9   | Wiktor Matwijczuk (1-1)         | TKO (cios pięścią)                             | 1     | 0:52 | Oplot Challenge                                   | 25.03.2012 | Charków          |                                                               |
| Przegrana | 20-9   | Peter Graham (5-5)              | KO (cios pięścią)                              | 1     | 2:47 | Draka 6                                           | 11.02.2012 | Chabarowsk       |                                                               |
| Przegrana | 20-8   | Alaksiej Kudzin (8-4)           | Decyzja (jednogłośna)                          | 3     | 5:00 | WUFC - Challenge of Champions                     | 24.12.2011 | Machaczkała      | Półfinał turnieju wagi ciężkiej                               |
| Przegrana | 20-7   | Jermaine van Rooy (0-0)         | TKO (kontuzja kolana)                          | 1     | 0:57 | KFA - Klondaika Fight Arena                       | 08.10.2011 | Ryga             |                                                               |
| Wygrana   | 20-6   | Valdas Pocevicius (33-25-4)     | KO (ciosy w korpus)                            | 1     | 1:38 | FS - Anapa                                        | 22.07.2011 | Anapa            |                                                               |
| Wygrana   | 19-6   | Rusłan Magomiedow (4-0)         | KO (ciosy w korpus)                            | 2     | 1:19 | Grand Prix Gwiazd: Czest Wojna                    | 27.05.2011 | Charków          | Zwyciężył wagi ciężkiej                                       |
| Wygrana   | 18-6   | Jurij Horbenko (2-3)            | Poddanie (dźwignia na nogę)                    | 1     | 2:35 | Grand Prix Gwiazd: Czest Wojna                    | 27.05.2011 | Charków          |                                                               |
| Wygrana   | 17-6   | Jessie Gibbs (10-4)             | KO (cios w korpus)                             | 1     | 3:24 | Pancrase Fighting Championship 3                  | 02.04.2011 | Marsylia         | Zwyciężył wagi ciężkiej                                       |
| Wygrana   | 16-6   | Arnold Oborotov (0-0)           | Poddanie (dźwignia na ścięgno Achillesa)       | 1     | 0:38 | Pancrase Fighting Championship 3                  | 02.04.2011 | Marsylia         |                                                               |
| Wygrana   | 15-6   | Michał Kita (10-5)              | TKO (niezdolność do walki)                     | 2     | 5:00 | Fighters Arena Łódź 2                             | 26.03.2011 | Łódź             |                                                               |
| Przegrana | 14-6   | Baga Agajew (19-10)             | Poddanie (dźwignia na staw łokciowy)           | 1     | 1:45 | UAMA - Honor of Warrior                           | 28.01.2011 | Charków          |                                                               |
| Wygrana   | 14-5   | Radosław Radew (2-0)            | KO (kopnięcie okrężne w głowę)                 | 1     | 1:37 | UCFC - 20.000 Euro Tournament                     | 04.12.2010 | Wiedeń           | Zwyciężył turniej UCFC                                        |
| Wygrana   | 13-5   | Miodrag Petković (31-14-1)      | TKO (walka zatrzymana przez sędziego)          | 1     | 2:55 | UCFC - 20.000 Euro Tournament                     | 04.12.2010 | Wiedeń           |                                                               |
| Wygrana   | 12-5   | Grigor Aszugbabjan (5-4)        | KO (cios w korpus)                             | 2     | 3:34 | UCFC - 20.000 Euro Tournament                     | 04.12.2010 | Wiedeń           |                                                               |
| Wygrana   | 11-5   | Chris Mahle (1-0)               | KO (ciosy pięściami)                           | 1     | 1:05 | UCFC - 20.000 Euro Tournament                     | 04.12.2010 | Austria          |                                                               |
| Wygrana   | 10-5   | Salimgirej Rasułow (4-2)        | KO (ciosy pięściami)                           | 2     | 1:52 | International League MMA - Oleg Taktarov Cup      | 26.11.2010 | Sarańsk          | Zdobył puchar im. Olega Taktarowa                             |
| Wygrana   | 9-5    | Wagan Bodżukian (5-2)           | KO (ciosy pięściami)                           | 1     | 4:05 | International League MMA - Oleg Taktarov Cup      | 26.11.2010 | Sarańsk          |                                                               |
| Wygrana   | 8-5    | Ołeksandr Romaszczenko (2-3)    | KO (ciosy pięściami)                           | 1     | 1:35 | Warrior's Honor 2                                 | 23.09.2010 | Charków          | Zwyciężył turniej wagi ciężkiej                               |
| Wygrana   | 7-5    | Witalij Jałowenko (1-3)         | KO (ciosy pięściami)                           | 3     | 0:23 | Warrior's Honor 2                                 | 23.09.2010 | Charków          |                                                               |
| Przegrana | 6-5    | David Olivia (4-0)              | Decyzja (jednogłośna)                          | 3     | 5:00 | KSW 13: Kumite                                    | 07.05.2010 | Katowice         | Finał wagi ciężkiej                                           |
| Wygrana   | 6-4    | Daniel Omielańczuk (1-0)        | Decyzja (niejednogłośna)                       | 2     | 5:00 | KSW 12: Pudzianowski vs. Najman                   | 12.11.2009 | Warszawa         |                                                               |
| Przegrana | 5-4    | Miodrag Petković (24-8-1)       | TKO (kontuzja kolana)                          | 1     | 0:29 | UCFC - 20.000 Dollar Tournament                   | 04.04.2009 | Wiedeń           | Finał turnieju wagi ciężkiej                                  |
| Wygrana   | 5-3    | Grigor Aszugbabjan (2-1)        | TKO (poddanie przez narożnik)                  | 3     | ?    | UCFC - 20.000 Dollar Tournament                   | 04.04.2009 | Wiedeń           |                                                               |
| Wygrana   | 4-3    | Slavomir Molnar (9-5-2)         | TKO (poddanie przez narożnik)                  | 2     | 5:00 | UCFC - 20.000 Dollar Tournament                   | 04.04.2009 | Wiedeń           |                                                               |
| Przegrana | 3-3    | Ibragim Magomiedow (19-6-1)     | KO (ciosy pięściami)                           | 2     | 1:37 | IAFC - Russia vs. the World                       | 29.11.2008 | Nowosybirsk      |                                                               |
| Wygrana   | 3-2    | Tadas Rimkevičius (13-4)        | Decyzja (jednogłośna)                          | 4     | 3:00 | WFCA - Fight Club Riga 2                          | 27.09.2008 | Ryga             |                                                               |
| Wygrana   | 2-2    | Peter Mulder (7-5)              | Poddanie                                       | 1     | ?    | WFCA - Latvia vs. Holland                         | 19.04.2008 | Ryga             |                                                               |
| Przegrana | 1-2    | Dan Evensen (9-2)               | Decyzja (jednogłośna)                          | 3     | 5:00 | Bodog Fight - USA vs. Russia                      | 30.11.2007 | Moskwa           |                                                               |
| Przegrana | 1-1    | Todd Gouwenberg (6-2)           | Decyzja (jednogłośna)                          | 3     | 5:00 | Bodog Fight - Vancouver                           | 25.08.2007 | Vancouver        |                                                               |
| Wygrana   | 1-0    | Atte Backman (8-6)              | TKO (kontuzja)                                 | 1     | 0:50 | FF 19 - Fight Festival 19                         | 16.09.2006 | Helsinki         |                                                               |

## Lista walk w kickboxingu (niepełna)
| Wynik     | Bilans  | Przeciwnik         | Rozstrzygnięcie       | Runda | Czas | Rozgrywki                             | Data       | Miejsce  | Uwagi                             |
| --------- | ------- | ------------------ | --------------------- | ----- | ---- | ------------------------------------- | ---------- | -------- | --------------------------------- |
| Wygrana   | 29-11-1 | Awadh Tamim        | KO                    | 1     | 1:05 | WFCA - Fight Arena: Latvia vs. Russia | 13.11.2010 | Ryga     |                                   |
| Wygrana   | 28-11-1 | Witalij Szemietow  | KO (niskie kopnięcie) | 2     | 1:07 | K-1 World Grand Prix Selection 2010   | 24.04.2010 | Stambuł  |                                   |
| Wygrana   | 27-11-1 | Zamig Athakishiyev | Decyzja (jednogłośna) | 3     | 3:00 | K-1 World Grand Prix Selection 2010   | 24.04.2010 | Stambuł  |                                   |
| Wygrana   | 26-11-1 | Brian Douwes       | Decyzja (jednogłośna) | 3     | 3:00 | K-1 World Grand Prix Selection 2010   | 24.04.2010 | Stambuł  |                                   |
| Przegrana | 25-11-1 | Paweł Słowiński    | KO (prawy sierpowy)   | 2     | 0:50 | K-1 World Grand Prix 2010 in Warsaw   | 28.03.2010 | Warszawa |                                   |
| Przegrana | 25-10-1 | Pawło Żurawlow     | Decyzja (jednogłośna) | 3     | 3:00 | WBKF World Tournament (+93 kg)        | 26.03.2009 | Moskwa   | Walka o tytuł mistrza świata WBKF |
| Wygrana   | 25-9-1  | Elwin Abbasow      | Decyzja (jednogłośna) | 3     | 3:00 | WBKF World Tournament (+93 kg)        | 26.03.2009 | Moskwa   |                                   |

## Lista walk w boksie
| Wynik     | Rekord | Przeciwnik          | Rozstrzygnięcie | Runda | Data       | Miejsce              |
| --------- | ------ | ------------------- | --------------- | ----- | ---------- | -------------------- |
| Przegrana | 3-1    | Siergiej Masłobojew | UD              | 3/3   | 14.12.2012 | Arena Riga, Ryga     |
| Wygrana   | 3-0    | Kamil Sokołowski    | UD              | 3/3   | 25.05.2012 | Siemens Arena, Wilno |
| Wygrana   | 2-0    | Siergiej Masłobojew | SD              | 3/3   | 25.05.2012 | Siemens Arena, Wilno |
| Wygrana   | 1-0    | Adrian Poputea      | TKO             | 3/3   | 25.05.2012 | Siemens Arena, Wilno |